# Damalina bicolora
Damalina bicolora là một loài ruồi trong họ Asilidae. Damalina bicolora được Tomasovic miêu tả năm 2007. Loài này phân bố ở miền Ấn Độ - Mã Lai.